# Jristos Volikakis
Jristos Volikakis –en griego, Χρήστος Βολικάκης– (Volos, 25 de marzo de 1988) es un deportista griego que compite en ciclismo en la modalidad de pista, especialista en las pruebas de velocidad y keirin.
Ganó una medalla de bronce en el Campeonato Mundial de Ciclismo en Pista de 2008 y cuatro medallas en el Campeonato Europeo de Ciclismo en Pista entre los años 2011 y 2019. En los Juegos Europeos de Minsk 2019 obtuvo dos medallas de oro, en la carrera de scratch y en puntuación.

## Medallero internacional
| Campeonato Mundial | Campeonato Mundial       | Campeonato Mundial | Campeonato Mundial   |
| Año                | Lugar                    | Medalla            | Competición          |
| ------------------ | ------------------------ | ------------------ | -------------------- |
| 2008               | Mánchester (Reino Unido) | Medalla de bronce  | Keirin               |
| Juegos Europeos    |                          |                    |                      |
| Año                | Lugar                    | Medalla            | Competición          |
| 2019               | Minsk (Bielorrusia)      | Medalla de oro     | Scratch              |
| 2019               | Minsk (Bielorrusia)      | Medalla de oro     | Puntuación           |
| Campeonato Europeo |                          |                    |                      |
| Año                | Lugar                    | Medalla            | Competición          |
| 2011               | Apeldoorn (Países Bajos) | Medalla de plata   | Keirin               |
| 2012               | Panevėžys (Lituania)     | Medalla de bronce  | Velocidad individual |
| 2016               | Saint-Quentin (Francia)  | Medalla de plata   | Eliminación          |
| 2019               | Apeldoorn (Países Bajos) | Medalla de plata   | Scratch              |